# Beraeodina palpalis
Beraeodina palpalis är en nattsländeart som beskrevs av Martin E. Mosely 1931. Beraeodina palpalis ingår i släktet Beraeodina och familjen sandrörsnattsländor. Inga underarter finns listade i Catalogue of Life.